# Сім'я Паллади
Сім'я Паллади — це група астероїдів спектрального класу B, що рухаються сильно нахиленими орбітами в центральній частині головного поясу. Сім'я була відкрита ще в 1928 році японським астрономом Кійоцугу Хіраямою.

## Характеристика

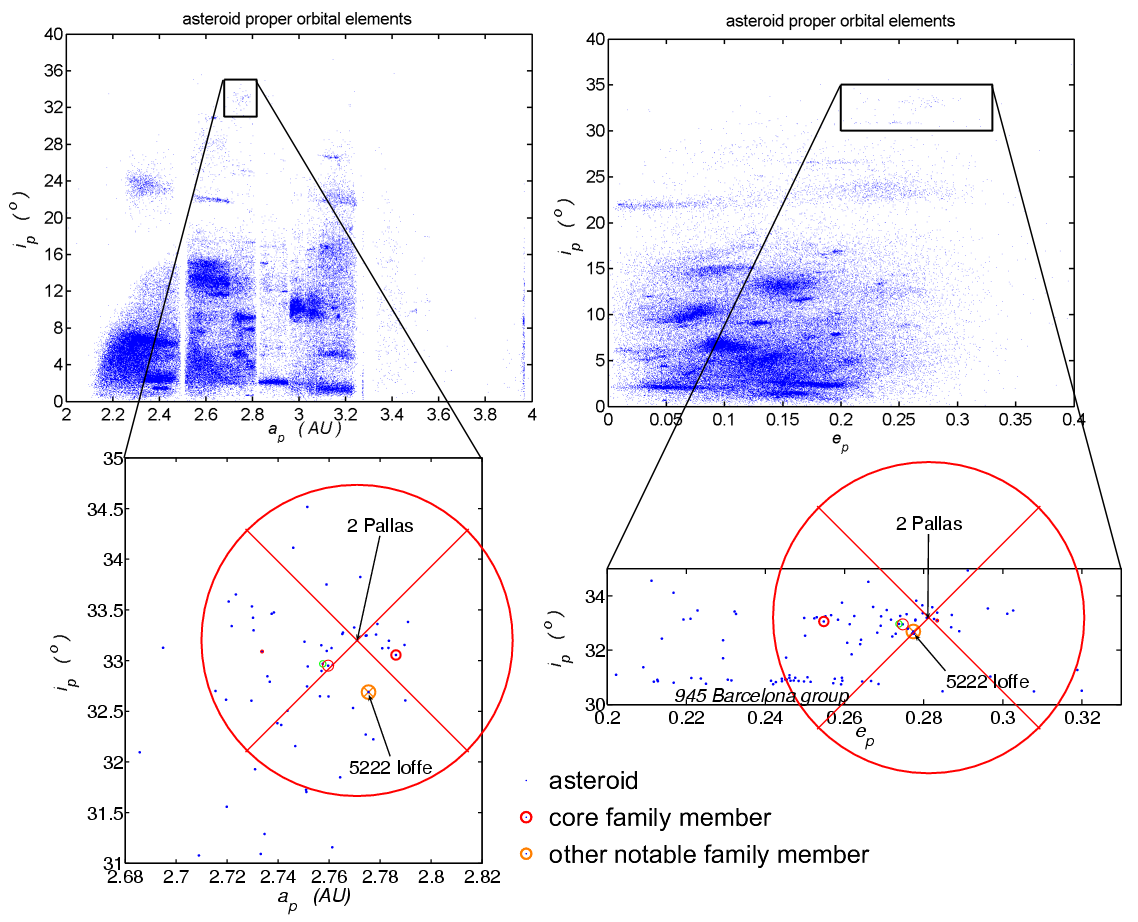
Розташування та структура сім'ї Паллади

Астероїд 2 Паллада є другим за розміром астероїдом головного поясу із середнім діаметром 550 км. Інші астероїди сім'ї у багато разів поступаються йому за розмірами, наприклад, найбільший з них астероїд 5222 Йоффе має в поперечнику лише 22 км.
Переважна розповсюдженість серед членів сім'ї астероїдів рідкісного спектрального класу B і значна різниця в розмірах Паллади та інших астероїдів свідчить, що ця сім'я, як і сім'я Вести, є результатом великого зіткнення з Палладою іншого астероїда, який, ударившись об її поверхню, залишив на ній великий кратер і вибив з Паллади багато дрібних фрагментів, які утворили сім'ю.
Колишнім членом сім'ї Паллади може бути астероїд (3200) Фаетон, який є джерелом метеорного потоку Гемініди.
Основний діапазон власних орбітальних елементів наведено у наступній таблиці.
|     | a p        | e p  | i p |
| --- | ---------- | ---- | --- |
| min | 2,71 а. е. | 0,25 | 32° |
| max | 2,79 а. е. | 0,31 | 34° |

Для даної астрономічної епохи діапазон орбітальних елементів для оскулюючих орбіт для членів сім'ї наведено в таблиці нижче.
|     | a          | e    | i   |
| --- | ---------- | ---- | --- |
| min | 2,71 а. е. | 0,13 | 30° |
| max | 2,79 а. е. | 0,37 | 38° |